# بلگرن
شهر بلگرن در ایالت زاکسن در کشور آلمان واقع شده است.